# Brownstown (Washington)
Brownstown az Amerikai Egyesült Államok északnyugati részén, Washington állam Yakima megyéjében elhelyezkedő önkormányzat nélküli település.
Brownstown postahivatala 1932 óta működik.